# Jim Coshow
James McGreer Coshow, detto Jim (Seattle, 1º gennaio 1935 – Edmonds, 29 gennaio 2024), è stato un cestista statunitense.

## Biografia
Nacque a Seattle il 1º gennaio 1935.
Dopo la carriera universitaria alla University of Washington, disputò alcune stagioni nella AAU.
Scelse poi di entrare nella United States Air Force, dove continuò a giocare a pallacanestro.
Con gli Stati Uniti, rappresentati nell'occasione dalla squadra della United States Air Force, disputò il Campionato del mondo del 1959, vincendo la medaglia d'argento.
Morì a Edmonds il 29 gennaio 2024 all'età di 89 anni.